# فهرست میراث فرهنگی ناملموس در ایتالیا
فهرست میراث ناملموس در ایتالیا شامل ۱۹ میراث ناملموس است.
گنجاندن عناصر جدید میراث در فهرست‌های میراث فرهنگی ناملموس توسط کمیته بین‌دولتی برای حفاظت از میراث فرهنگی ناملموس تعیین می‌شود که توسط کنوانسیون تأسیس شده است. این میراث شامل دانش، مهارت‌ها، سنت‌ها، آیین‌ها، زبان‌ها، موسیقی، رقص، هنرهای نمایشی، غذاهای سنتی و دیگر جلوه‌های زنده فرهنگ است. هدف از حفاظت این میراث، حفظ تنوع فرهنگی و هویت‌های بومی در برابر تغییرات جهانی است.
ایتالیا این کنوانسیون را در ۳۰ اکتبر ۲۰۰۷ تصویب کرد.

## فهرست
| نام                                                                                                 | تصویر | سال  | شماره | توضیحات |
| --------------------------------------------------------------------------------------------------- | ----- | ---- | ----- | --- |
| Opera dei Pupi, تئاتر عروسکی سیسیلی                                                                 |       | ۲۰۰۸ | 00011 | اوپرا دی پویی یک نمایش تئاتری خیمه‌شب‌بازی از اشعار رمانتیک است که به‌طور سنتی در سیسیل اجرا می‌شود.                                                                        |
| Canto a tenore, آوازهای کشاورزی ساردینی                                                             |       | ۲۰۰۸ | 00165 | cantu a tenòre یک سبک آواز چندصدایی موسیقی فولک معاصر است که ویژگی اصلی آن در ساردینیا است.                                                                             |
| Traditional violin craftsmanship in Cremona                                                         |       | ۲۰۱۲ | 00719 | هنر سنتی ساخت ویولن در کرمونا یک شکل باستانی از دست‌ساخته‌ها است که از قرن ۱۶ در کرمونا ساخته می‌شود.                                                                      |
| جشن‌های سازه‌های بزرگ حمل‌شده بر دوش                                                                   |       | ۲۰۱۳ | 00721 | این جشن‌ها شکلی خاص از کلیسای کاتولیک دسته‌روی هستند که در آن از سازه‌های بزرگ نذری استفاده می‌شود که بر دوش حمل می‌شوند، به ویژه در نولا (ایتالیا)، پالمی، ساساری و ویتربو. |
| آشپزی مدیترانه‌ای +                                                                                  |       | ۲۰۱۳ | 00884 | رژیم غذایی مدیترانه‌ای مجموعه‌ای از غذای سنتی و روش‌های آماده‌سازی است که توسط مردم حوضه مدیترانه استفاده می‌شود.                                                            |
| شیوه کشاورزی سنتی کاشت انگور "وایته آلبریلو" (درخت‌تکانی انگور) در جامعه پانتلریا                    |       | ۲۰۱۴ | 00720 | شیوه کشاورزی سنتی در پانتلریا. |
| هنر پیتزای ناپولی                                                                                   |       | ۲۰۱۷ | 00722 | شیوه‌های آشپزی پیزایولو – پخته‌کننده پیتزا – در ناپل. |
| هنر ساخت خشکه‌چین، دانش و تکنیک‌ها +                                                                  |       | ۲۰۱۸ | 02106 | خشکه‌چین یک روش ساخت است که در آن سازه‌ها از سنگ ساخته می‌شوند بدون اینکه از ملات برای اتصال آن‌ها استفاده شود.                                                             |
| جشن بخشش سلستین                                                                                     |       | ۲۰۱۹ | 01276 | جشن بخشش سلستین یک رویداد مذهبی و تاریخی سالانه است که در لاکوئیلا برگزار می‌شود.                                                                                        |
| کوهنوردی +                                                                                          |       | ۲۰۱۹ | 01471 | کوهنوردی مجموعه‌ای از تفریح در هوای آزاد است که شامل صعود کوه می‌شود. |
| هنر موسیقی نوازندگان شاخ، تکنیک‌های ابزاری مرتبط با آواز، کنترل نفس، ویبراتو، طنین اندام و همنشینی + |       | ۲۰۲۰ | 01581 | |
| هنر مهره‌سازی شیشه‌ای +                                                                               |       | ۲۰۲۰ | 01591 | صنعت مهره‌سازی شیشه‌ای به تمدن‌های باستانی مصر و روم بازمی‌گردد و به ویژه در مورانو رایج است.                                                                               |
| بازداری، میراث انسانی زنده +                                                                        |       | ۲۰۲۱ | 01708 | ریشه‌های بازداری به استفاده از شکار با پرندگان شکاری بازمی‌گردد، ولی با گذشت زمان به بخشی از میراث فرهنگی مردم تبدیل شده است.                                             |
| شکار و استخراج ترفل در ایتالیا، دانش و شیوه سنتی                                                    |       | ۲۰۲۱ | 01395 | |
| Lipizzan سنت‌های پرورش اسب +                                                                         |       | ۲۰۲۲ | 01687 | |
| رمه‌گردانی، حرکت فصلی دام‌ها +                                                                        |       | ۲۰۲۳ | 01964 | رمه‌گردانی نوعی دامداری یا کوچ‌نشینی است، حرکتی فصلی از دام‌ها بین چراگاه‌های تابستانی و زمستانی.                                                                           |
| آبیاری سنتی: دانش، تکنیک‌ها و سازماندهی +                                                            |       | ۲۰۲۳ | 01979 | |
| شیوه آوازخوانی اوپرای ایتالیا                                                                       |       | ۲۰۲۳ | 01980 | |
| زنگ‌زنی دستی +                                                                                       |       | ۲۰۲۴ | 02100 | |

## یادداشت
1. ↑  مشترک با کرواسی، قبرس، یونان، مراکش، پرتغال و اسپانیا.
2. ↑  مشترک با کرواسی، قبرس، فرانسه، یونان، اسلوونی، اسپانیا، سوئیس، آندورا، اتریش، بلژیک، ایرلند و لوکزامبورگ.
3. ↑  مشترک با فرانسه و سوئیس.
4. ↑  مشترک با بلژیک، فرانسه و لوکزامبورگ.
5. ↑  مشترک با فرانسه.
6. ↑  مشترک با اتریش، بلژیک، کرواسی، جمهوری چک، فرانسه، آلمان، مجارستان، ایرلند، قزاقستان، کره جنوبی، قرقیزستان، مغولستان، مراکش، هلند، پاکستان، لهستان، پرتغال، قطر، عربستان سعودی، اسلواکی، اسپانیا، سوریه و امارات متحده عربی.
7. ↑  مشترک با اتریش، بوسنی و هرزگوین، کرواسی، مجارستان، رومانی، اسلواکی و اسلوونی.
8. ↑  مشترک با آلبانی، آندورا، اتریش، کرواسی، فرانسه، یونان، لوکزامبورگ، رومانی و اسپانیا.
9. ↑  مشترک با اتریش، بلژیک، آلمان، لوکزامبورگ، هلند و سوئیس.
10. ↑  مشترک با اسپانیا.